# 红箭-73反坦克导弹
紅箭-73反坦克导彈是中华人民共和国研製的第一代反坦克导彈，按国家军用标准武器装备命名规范也称为“AFT-07”，仿制自苏联9K11 (AT-3“赛格”) 反坦克导弹，于1979年研制成功，列入中国人民解放军制式装备。该型导弹系统属于是第一代反坦克导弹。
很巧的是中华民国亦曾由中山科学研究院同样逆向工程仿制9K11反坦克导弹称为昆吾飛彈，曾于1981年中華民國建國七十週年國慶閱兵大典（代號「漢武演習」）由國軍公开展示过，只是最后并未列装。

## 研制历史
20世纪60年代，中苏关系紧张，来自中国北方的威胁日益严重，珍宝岛事件之后，急需提高单兵反坦克能力的不足。1972年从朝鲜方面获得了苏制9K11反坦克导弹的样弹，当年8月由北京工业学院分解测绘，1973年又从罗马尼亚方面获得第二批样弹。
1973年7月，“737”反坦克武器专业会议根据形势的需要，安排在北京工业学院的配合下，由陕西844厂、山西304厂、辽宁724厂、吉林524厂四省四家工厂平行竞争，分别仿制，由各省国防工办分别成立了领导机构。1977年4、5月间，除陕西省工厂外，其他三省工厂的样品相继进入了国家靶场进行设计定型试验，但仍然存在一些技术问题待解决。至1978年设计定型，命名为“红箭73”，1979年2月至1980年，山西、辽宁与吉林三家工厂的“红箭73”相继通过了设计定型试验。
在1979年“红箭8”的紅外半自动制导技术取得重大进展后，1979年开始，吉林524厂（江北机械厂）提出将红外制导技术运用在“红箭73”上的方案，开始研制了车载发射的半自动控制的“红箭-73A”。采用光学瞄准，红外跟踪，烟火式红外光源指示导弹飞行轨迹，红外测角仪测定导弹方位，控制系统进行计算并发出指令通过导线修正导弹弹道。1984年底在试验基地完成了工厂鉴定，导弹武器系统性能达到了预订的战术技术指标。
1983年5月，在“红箭-73A”基础上开始研制步兵组携带的“红箭-73B”，由吉林江北机械厂承担，总设计师是贾贵臣。提高抗干扰的能力，制导系统实现数字化，提高控制精度，缩小控制箱体积。战斗部威力提高到垂直穿深760毫米。1988年设计定型。解放军部队装备命名为“红箭73-1”。1990年荣获国家科技进步一等奖，兵器工业部级特等奖。
由于AT-3“赛格”导弹装备世界众多国家，中国兵器工业部决定把改进的红箭-73A争取出口市场，1989年4月、1989年12月，北方工业公司两次在国外做红箭-73A导弹飞行表演试验，达到100%成功，唯独在最后的干扰科目试验失败了，不能抗沙漠尘埃对红外的遮蔽；也容易被强大的干扰光源（在弹道的中途点燃了两堆大火）干扰。外方对抗干扰性能非常重视与坚持，说“这是用血的代价换来的经验和教训”。

## 设计
“红箭73”反坦克导弹武器系统由导弹战斗部、运载体、发射装置和地面控制设备等组成。采用架式发射，单锥型聚能装药破甲战斗部，目视跟踪、三点导引、手动控制、导线传输指令制导方式。在弹体弹翼根部装有一个曳光管，在飞行时进行观察和瞄准。射手通过一个摇杆控制导弹。“红箭-73”可由兵组携行发射，导弹分战斗部、运载体两部分分离装箱。作战编制通常以班为最基层单位，反坦克导弹班编制为8人，分为2个战斗小组，各自携带4枚导弹。 后来进行改型设计，发展出A、B、C、D型（发展有E型）等改进型号，有采用光学瞄准、红外跟踪、半自动控制的制导方式，也可车载发射，还有改进串列式聚能破甲战斗部，增强穿甲威力。

## 型号
红箭73基础型全弹重11.3千克，战斗部重2.5千克，静破甲厚度500毫米均质钢板，穿甲威力150毫米/65度；发射装置重7.9kg；地面控制设备包括控制盒、瞄准镜与蓄电池，总重13kg。主要用于攻击500米-3000米距离内坦克和其他装甲车辆，射速2枚/分。存在着第一代反坦克导弹的普遍弱点，即射程在400~600米时命中概率只有60%。

### 红箭73Ａ型
A型是车载型。弹上增加红外辐射源，电视测角仪，制导方式从人工手动控制改变为红外跟踪半自动控制，导弹发射后射手将瞄准“十字线”压在目标上，导弹自动沿着瞄准线飞行直至命中。穿甲威力增至180毫米/68度。由86式履带步兵战车四联装顺序发射，另备弹8枚。 改进后的A型弹命中率基本上能达到90%左右。

### 红箭73Ｂ型
B型适合步兵组携带。改为采用串联战斗部以对付配备有反应式装甲的目标，一级装药用来引爆反应装甲，二级主装药直接对付主装甲；改进火箭发动机；系统采用了电子门和多级设置门限，提高了系统抗干扰的能力；采用数字式控制箱，控制箱体积缩小，重量减轻，总重不超过5千克。改进后系统保留了手动操作功能。弹重11.7千克，静破甲深度700mm左右均质钢板，穿甲威力增至180毫米/68度，有效射程400米~3000米。

### 红箭73Ｃ型
C型在“B型”的基础上改进（ATF-07A），于1993年设计定型。串联战斗部的二级战斗部装药加大、优化结构，提高威力；改进火箭发动机在导弹增重情况下提高飞行速度；采用光学瞄准、红外跟踪、半自动控制的制导方式，增加红外热成像仪，提高夜间作战能力；提高电视测角仪抗干扰能力；采用随动发射架，实现导弹与瞄准具的联动；换用新型集成电路、新型镍镉电池组，地面制导设备兼容以前装备的所有弹种。 C型破甲威力达到280毫米/68度。可有效地攻击400-3000米距离内的坦克等各种装甲目标，也可用于摧毁火力点和野战工事。

### 红箭73Ｄ型
D型具有串联聚能装药战斗部，为克服重心前移，在串联战斗部后面弹锥体部分加装了四片小弹翼。

### 红箭73E1型
E1型采用了新型观瞄制导设备，体积小重量轻，采用抗干扰能力强的电视测角仪和电视观瞄仪，集成了一个非制冷热像仪，拥有热成像和白光两个观瞄通道，全天候作战能力大幅提升。

## 实战
1980年代中越边境冲突时曾投入实战，首次实战攻击记录是1985年7月2日隶属67军某导弹连用于攻击距前沿阵地2100米远的越军两处营、连指挥所，发射四发导弹全部命中目标。